# Turner (Montana)
Turner es un lugar designado por el censo ubicado en el condado de Blaine en el estado estadounidense de Montana. En el Censo de 2010 tenía una población de 61 habitantes y una densidad poblacional de 52,93 personas por km².

## Geografía
Turner se encuentra ubicado en las coordenadas 48°50′49″N 108°24′2″O / 48.84694, -108.40056. Según la Oficina del Censo de los Estados Unidos, Turner tiene una superficie total de 1.15 km², de la cual 1.15 km² corresponden a tierra firme y (0%) 0 km² es agua.

## Demografía
Según el censo de 2010, había 61 personas residiendo en Turner. La densidad de población era de 52,93 hab./km². De los 61 habitantes, Turner estaba compuesto por el 91.8% blancos, el 0% eran afroamericanos, el 0% eran amerindios, el 0% eran asiáticos, el 0% eran isleños del Pacífico, el 0% eran de otras razas y el 8.2% pertenecían a dos o más razas. Del total de la población el 0% eran hispanos o latinos de cualquier raza.